# آرادو ال۲
آرادو ال۲ (به انگلیسی: Arado_L_II) یک هواگرد از نوع هواگرد تفریحی ساخت شرکت آرادو فلوکتسایک‌ورک در آلمان است. هواگرد آرادو ال۲ نخستین پروازش را در ۱۹۲۹ میلادی انجام داد. در مجموع، تعداد ۵ فروند از این هواگرد ساخته شده‌است.
طراح این هواگرد، والتر رتل مهندس آلمانی بود.